# Rendsburg
Rendsburg (in danese e in basso tedesco Rendsborg) è una città sul Canale di Kiel nel nordest dello Schleswig-Holstein, in Germania. È il capoluogo del Circondario di Rendsburg-Eckernförde.

## Storia
La data di fondazione della città è sconosciuta. Rendsburg è stata nominata per la prima volta nel 1199. Una vecchia forma del suo nome è Reynoldsburgh. Faceva parte dell'Holstein nel XIII secolo, ma è stata ceduta allo Schleswig nel 1460. Molte volte la città è passata dal controllo danese al tedesco e viceversa. Con la guerra tedesco-danese nel 1864, infine, è entrata a far parte del Regno di Prussia ed Austria. Dopo il 1866 la città è stata annessa dal regno della Prussia. Da allora è rimasta sempre tedesca.
L'importanza è aumentata dal 1895, quando fu completato il canale di Kiel. Anche se situata nell'interno, Rendsburg si è trasformata in un porto marittimo e scalo commerciale. La struttura più prominente in città, considerata uno delle più importanti costruzioni ingegneristiche tedesche è un ponte ferroviario fatto di acciaio, 2486 m di lunghezza e 42 m di altezza sul livello del mare, costruito nel 1913, per permettere alla ferrovia Amburgo-Flensburg, cioè alla linea internazionale verso la Danimarca, di passare il canale di Kiel lasciando sufficiente spazio per il passaggio di grandi navi. Lato sud vi è una lunga rampa di accesso, lato nord, essendo la città proprio di sotto vi è una rampa che compie un cerchio completo dal ponte alla stazione di Rendsburg. Sotto la campata centrale del ponte una teleferica con una cabina-traghetto può portare oltre il canale 4 automobili e 60 persone. La cabina di comando al passaggio di ogni nave diffonde tramite altoparlanti l'inno nazionale della bandiera battuta dalla nave. A causa dell'incidente causato dalla nave cargo Evert Prahm, che l'8 febbraio 2016 è andata a sbattere contro la cabina-traghetto, attualmente questo servizio è sospeso.
Tra il 1944 e il 1945, e cioè verso il termine della seconda guerra mondiale,  nella fabbrica Ahlmann - Carlshütte K.G. di Rendsburg vennero trasferiti soldati italiani catturati dopo l'Armistizio di Cassibile, dove vennero impiegati in lavori forzati.

## Monumenti e luoghi d'interesse
- Municipio, XVI secolo;
- Marienkirche, la chiesa di Santa Maria, 1286;
- Tunnel pedonale del canale di Kiel, il tunnel pedonale più lungo del mondo
- il banco più lungo nel mondo, 501 m di lunghezza, alla banca del canale de Kiel.

## Amministrazione

### Gemellaggi
- Almere